# Мегакл (сын Мегакла)
Мегакл (др.-греч. Μεγακλῆς) — афинский политический деятель второй половины V века до н. э.
Считается сыном Мегакла Алкмеонида и Кесиры, и шурином Перикла.
В просопографической и генеалогической литературе для удобства обычно именуется Мегаклом (V).
Был направлен во главе посольства к персидскому царю в Экбатаны. Аристофан, который упоминает об этой миссии в «Ахарнянах», датирует её отправку годом архонта Эвфимена (437/436 до н. э.), но Э. В. Рунг считает более вероятной датой первые годы Пелопоннесской войны, и связывает эту дипломатическую акцию с попыткой афинян получить персидскую финансовую помощь для борьбы со Спартой.
Послы должны были привезти от царя золото, но вернулись с пустыми руками, однако, в сопровождении персидского чиновника Псевдо-Артаба, занимавшего должность «Царского ока». Афинские власти устроили персидской делегации торжественный прием в пританее, свидетельствовавший о том, что персов больше не воспринимали как врагов Греции.
Выбор Мегакла в качестве посла объяснялся давними ксеническими связями его семьи в Малой Азии, а также, возможно, родством с Периклом.
Согласно схолиям к Пиндару, квадрига Мегакла одержала победу в гонках колесниц на Олимпийских играх в 436 до н. э.